# ریکاردو البیس
ریکاردو البیس (انگلیسی: Ricardo Albis؛ زادهٔ ۱۸ اوت ۱۹۶۰) بازیکن فوتبال اهل آرژانتین است.
از باشگاه‌هایی که در آن بازی کرده‌است می‌توان به باشگاه فوتبال رئال وایادولید، باشگاه اتلتیکو ایندپندینته، باشگاه فوتبال دپورتیوو لاکرونیا، و باشگاه فوتبال راسینگ کلوب آویاندا اشاره کرد.